# Grand Baie
| \| \| |
|       |

|  |

Grand Baie ist eine Ortschaft („Village“) auf Mauritius.
Der Ostteil von Grand Baie gehört zum Distrikt Rivière du Rempart, der Westteil liegt im Distrikt Pamplemousses. Bei der Volkszählung 2011 hatte der Ort 11.910 Einwohner (davon 2,507 im Distrikt Pampelmousses und 9,403 im Distrikt Rivière du Rempart), die Bevölkerungsdichte betrug 793,5 Einwohner pro Quadratkilometer. Beide Teile gehören administrativ zur Village Council Area Grand Baie, zu der auch die Ortsteile Pointe aux Canonniers und Pereybère gehören.

## Geschichte
1642 als Adriaan Vanderstel holländischer Gouverneur von Mauritius war, führte Abel Tasman eine Expedition rund um den Norden der Insel. Auf der damals entstandenen Karte wurde das heutige Gand Baie als „De Bogt Zonder Einde“ (Bucht ohne Ende) bezeichnet.
Das Gebiet des heutigen Grand Baie war (wie die ganze Insel) vor dem Eintreffen der Holländer unbesiedelt. Das änderte sich auch nach der Übernahme der Kolonie durch die Franzosen erst langsam. 1777 erwarb Jaques Le Roux Kermorseven einen Teil vom 8.896 Arpent des landwirtschaftlichen Anwesens von Triolet, welches auch das Gebiet des heutigen Grand Baie umfasste und begann mit der Kultivierung. Eine Karte von Charles Grant Viscount de Vaux aus dem Jahr 1801 zeigt drei Siedelungsschwerpunkte: Pointe aux Canonniers Pointe des Vaqquois und Grand Baie.
1810 landeten die britischen Truppen im Mauritiusfeldzug unter dem Oberbefehl von Admiral Albemarle Bertie am 29. November 1810 um 8:30 morgens etwa 4 km nördlich von Grand Baie. Um 14:30 nahmen die Truppen Grand Baie ein, ohne auf größeren Widerstand zu stoßen. Auch vom weiteren Verlauf der Invasion bis zur Kapitulation der Franzosen am 3. Dezember 1810 war Grand Baie nicht betroffen.
Das Gebiet des heutigen Grand Baie bestand aus einer Reihe von Zuckerrohrplantagen. Die Arbeiter wohnten in Lagern auf diesen Plantagen, Ortschaften im eigentlichen Sinn gab es nur rudimentär. 1880 brach der Zuckerpreis auf den Weltmärkten ein. Auf Mauritius wurden daraufhin große Teile der bisher bewirtschafteten Flächen stillgelegt. Die Arbeiter übernahmen diese Flächen in kleinen Parzellen und bewirtschafteten die Fläche auf eigene Rechnung. 1880 bis 1920 löste sich hierdurch die bisherige Plantagenstruktur auf und Ortschaften, darunter das heutige Grand Baie entstanden. Die Einwohner Grand Baies kamen überwiegend aus den Plantagen Sottise, Mare Séche, Daruty, Mont Mascal, Mont Choisy und La Salette.
Die bisherigen Plantagenarbeiter, hatten bereits auf den Plantagen nach Volks- bzw. Religionsgruppen zusammengewohnt. Sie siedelten sind ab 1880 in Grand Baie ebenfalls nach Volksgruppen getrennt an. Bis heute sind diese Strukturen noch erkennbar (auch an den Standorten der jeweiligen Gotteshäuser). Die Muslime siedelten im Ortsteil The Vale, die Hindus aus Nord-Indien im oberen Teil der Stadt um die Raquette Road und die Tamilen im unteren Ende des Ortes.
1960 verwüsteten die Zyklone Alex und Carol den Ort. Insbesondere Carol traf Grand Baie hart: 80 % der Gebäude waren zerstört. Die Regierung stellte Land und Kredit zum Wiederaufbau zur Verfügung. Der so entstandene Teil des Ortes trägt im Volksmund den Namen „Camp Carol“.

## Tourismus
Grand Baie (deutsch: Große Bucht) ist ein Zentrum des Badetourismus an der Nordküste von Mauritius. Die Grand Baie ist eine Bucht an der Nordseite, die durch ihren von drei Seiten von Land umgebene Lage ein natürlicher Hafen für kleine Boote darstellt. Aufgrund der geringen Wassertiefe und der vorgelagerten Riffe ist sie für Schiffe nicht befahrbar. Die Küstenlinie des Ortes selbst an der Kopfseite der Bucht und die umgebenden Uferstreifen sind mit Hotels, Ferienhäusern und Restaurants bebaut. Im Stadtkern befindet sich ein öffentlicher Strand.
Grand Baie befindet sich am Ende der Autobahn M2 und ist von der Hauptstadt Port Louis über diese Autobahn etwa 27 km entfernt. Am Autobahnende befindet sich eines der zwei Einkaufszentren des Ortes (La Croisette; das andere Einkaufszentrum ist Super U). Im Zentrum des Ortes bietet der überdachte Markt, der Bazar de Grand Baie, überwiegend Touristenprodukte an.
Es gibt drei öffentliche Parks: den Domaine Les Pailles, den Casela Nature & Leisure Park und den Domaine du Chasseur.

## Religion

### Christentum

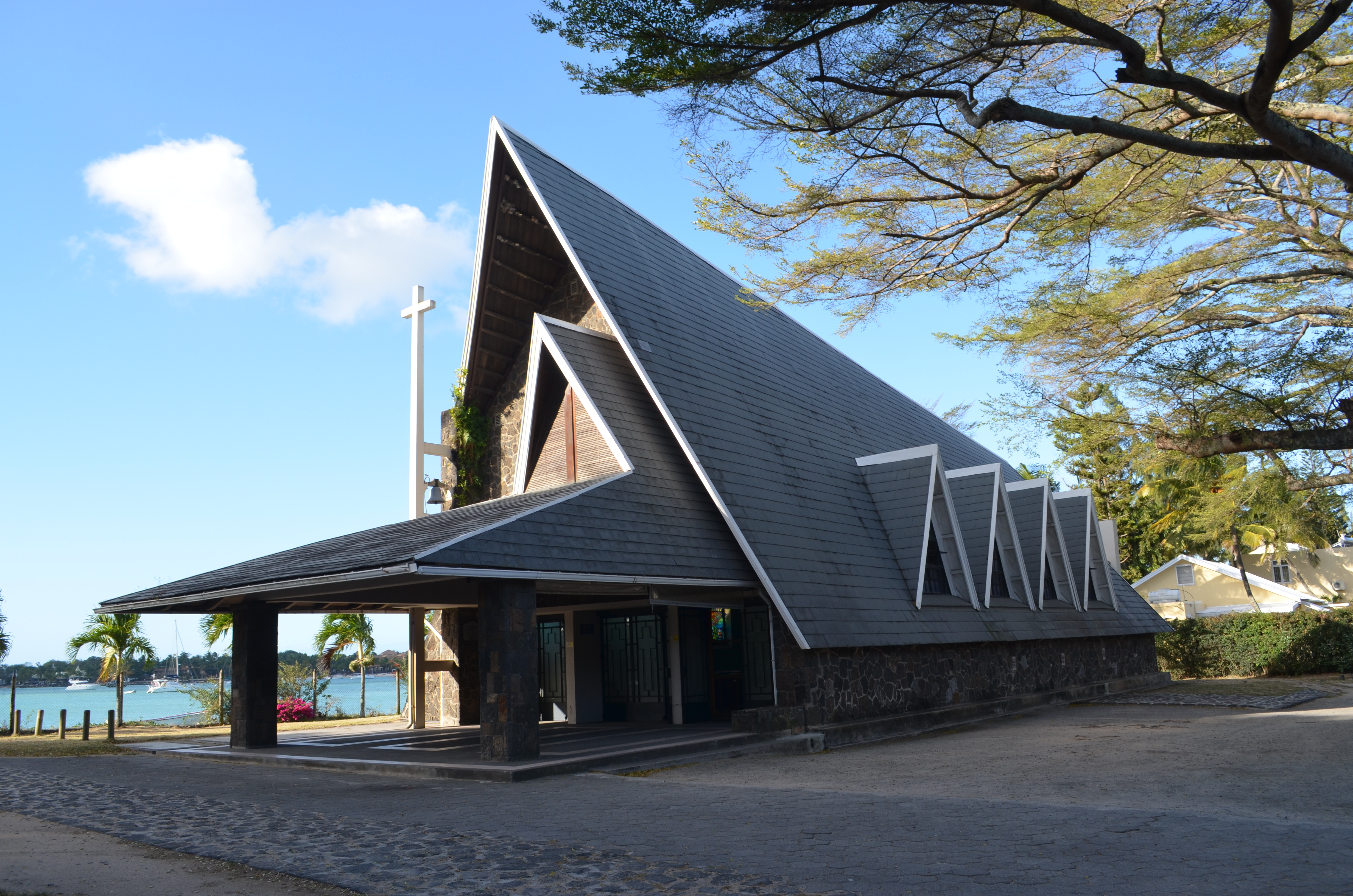
St. Anges Kirche

1777 wurde die Insel zu kirchlichen Zwecken in Kantone eingeteilt. Im Norden der Insel entstand der Canton Grand Baie. Allerdings wurde in Grand Baie selbst erst 1843 die erste christliche Kapelle errichtet: Der Gutsbesitzer Louis Victor Mazery ließ auf seiner Plantage Mare Sèche die Kapelle Notre-Dame-de-Bon-Secours (Mariahilfkirche) anlegen. Die christliche Gemeinde zählte zu diesem Zeitpunkt 147 Katholiken. Die Hauptkirche der Gemeinde war die Franziskuskirche in Pamplemousses.
1858 hatte die Zahl der Katholiken im Kanton 760 erreicht, von denen 240 in Grand Baie selbst lebten. Das Ehepaar Mazery bemühte sich um den Bau einer Pfarrkirche. Deren beide Kinder Adélia und Louis waren im Kindesalter verstorben; Ihre Finanzmittel setzten sie daher für die Kirchengemeinde ein. Am 21. September 1864 wurde eine eigene Pfarrgemeinde Notre-Dame-des-Sept-Douleurs in Grand Baie eingerichtet und Dom Stuart zum ersten Pfarrer ernannt. Zur Pfarrgemeinde gehörten die Kapellen Notre-Dame-de-Bon-Secours, Mare Sèche, Saint-Julien, Triolet und Bon-Pasteur in Cap Malheureux.
Nachdem die Gemeinde stark angewachsen war, fehlte vor allem ein Gotteshaus im Ortsinnern. 1834 ließ Pfarrer Abbot Albert Glorieux daher eine Kapelle im Ortskern errichten. Die Kapelle aus Holz war 45 Fuß lang und 18 Fuß breit und wurde am 5. August 1935 eröffnet. Sie wurde Saints Anges Gardiens (zu den hl. Schutzengeln) geweiht.
Diese Kapelle wurde 1945 in einem Zyklon zerstört. 1959 wurde die heutige Pfarrkirche direkt an der Küste an der B13 erbaut. Nach Plänen des Architekten M. Jac Desmarais wurde eine moderne Kirche errichtet, die fast ein Nurdachhaus ist. Wie viele Kirchen auf Mauritius ist das Dachgebälk offen. Die farbenfrohen Kirchenfenster zeigen maritime Motive, Am 24. August 1959 wurde die Kirche geweiht.

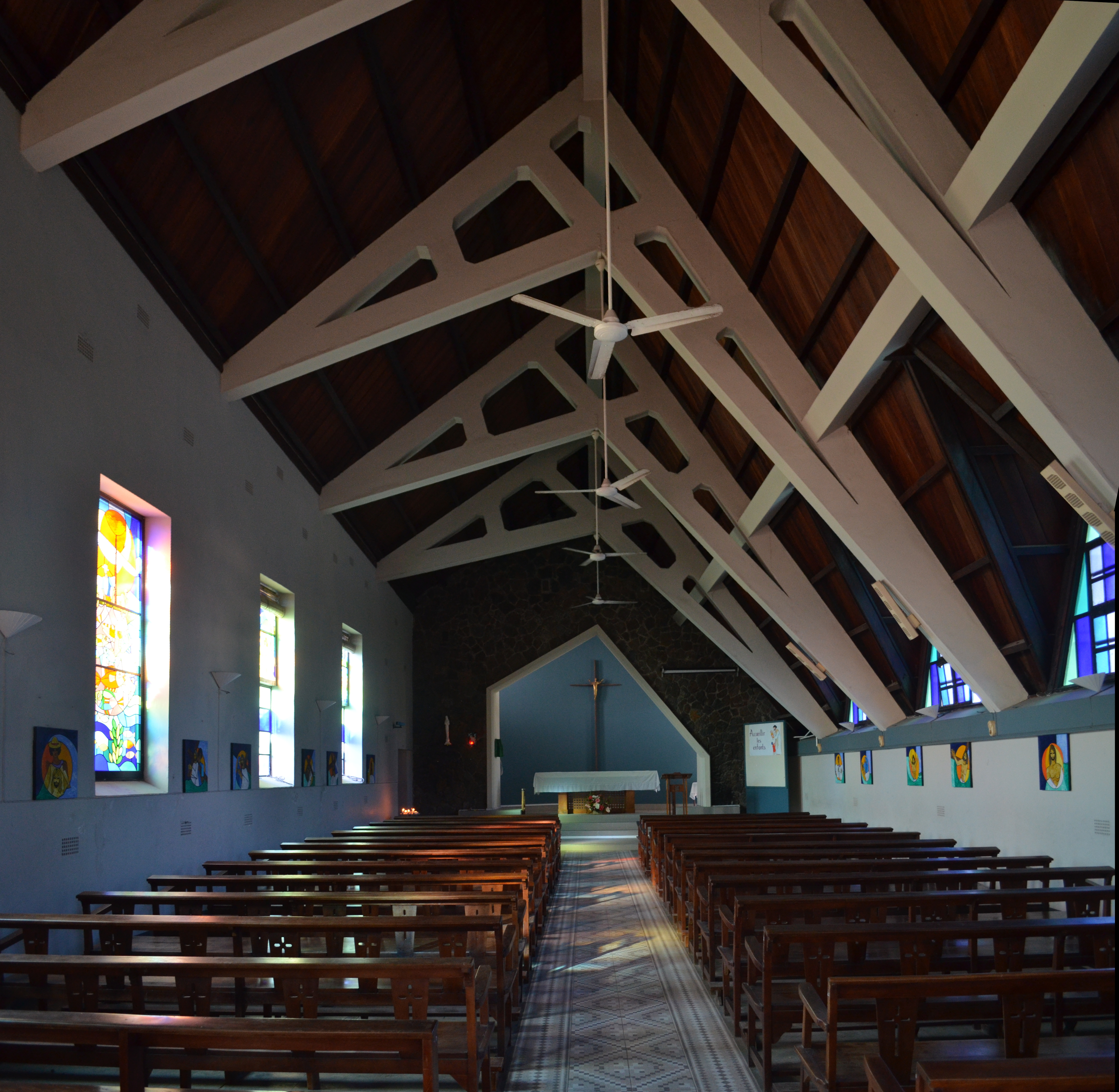
Innenraum
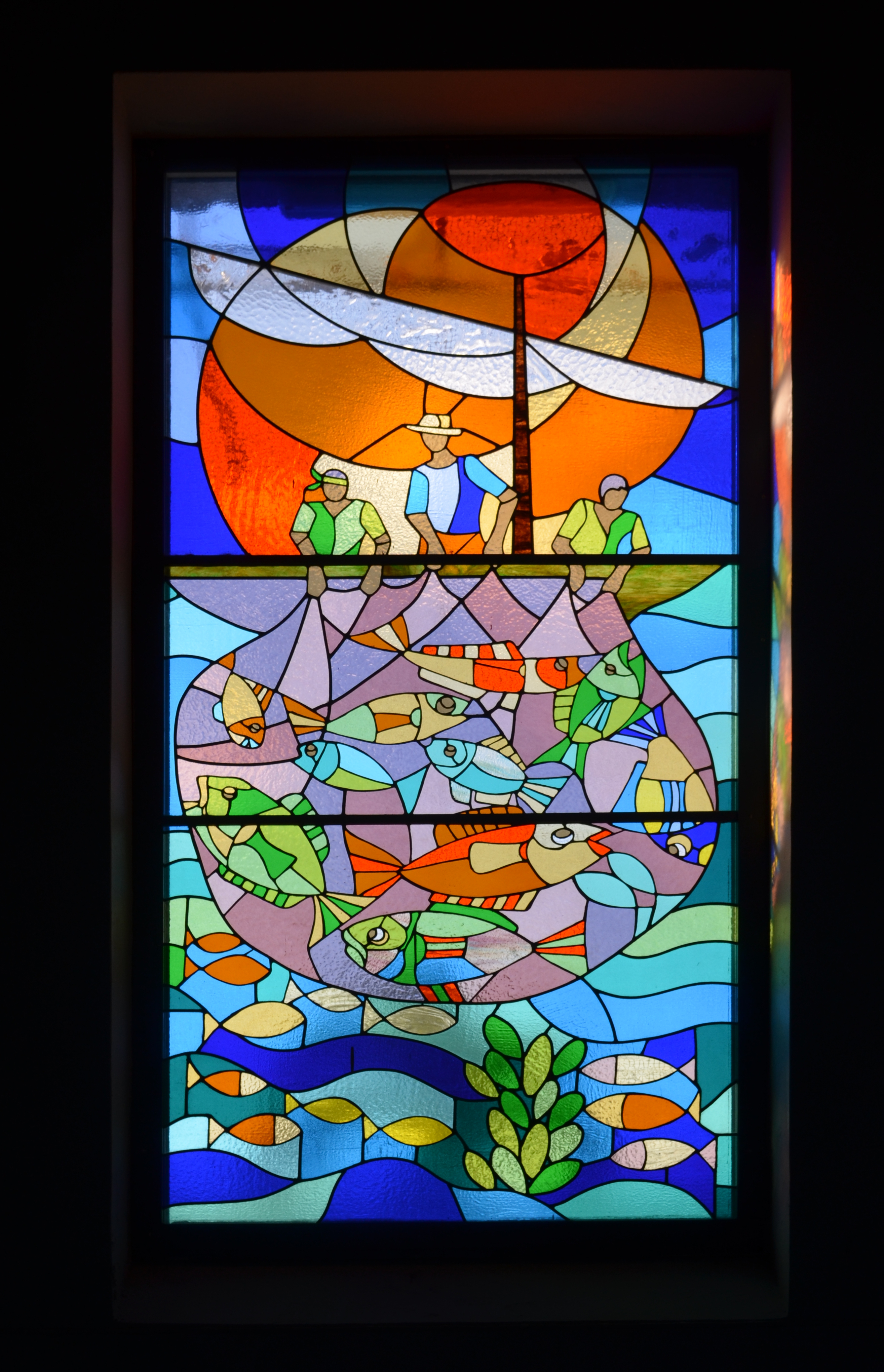
Kirchenfenster
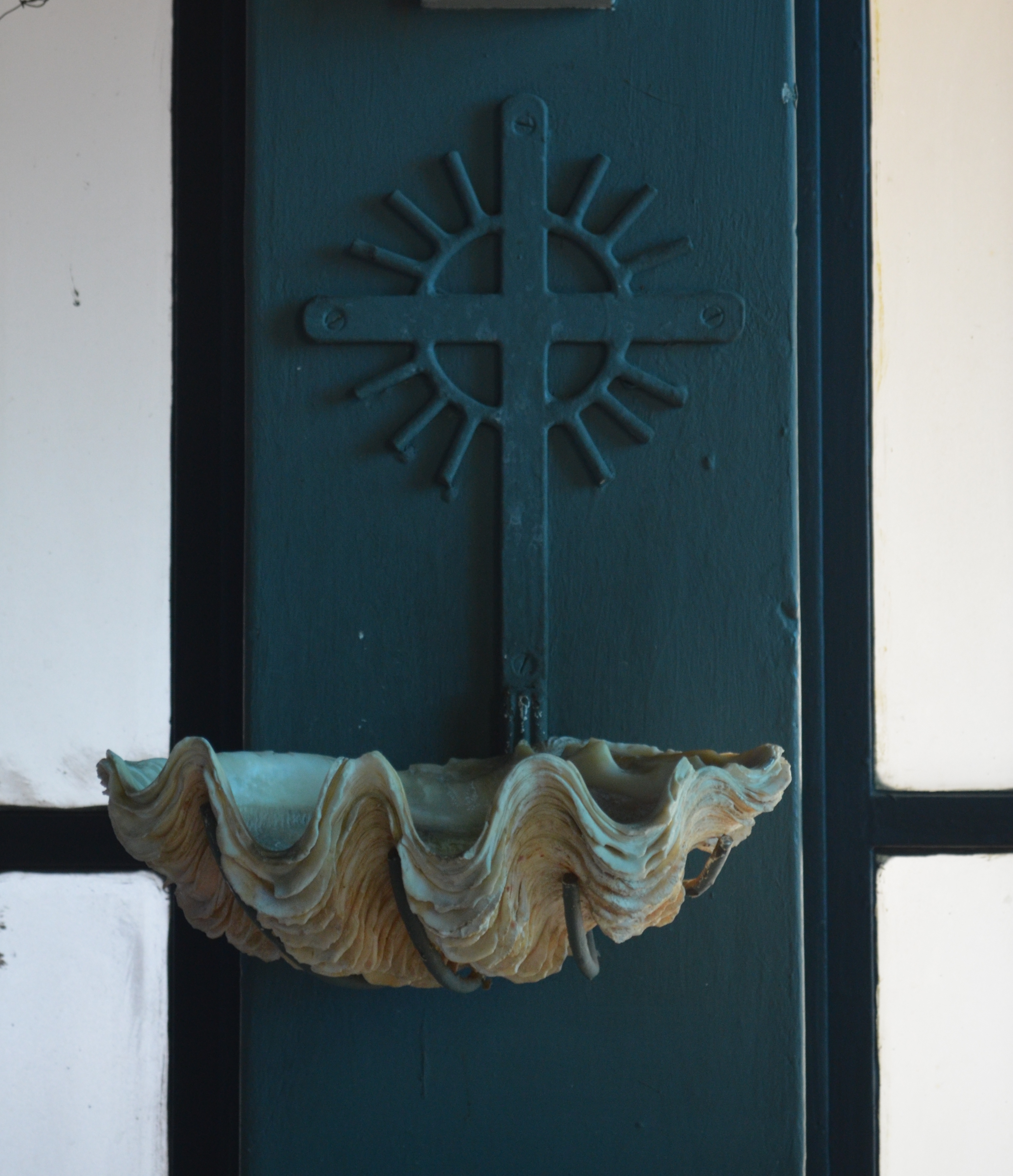
Weihwasserschale

### Hinduismus
In den 1880er Jahren entstand ein Kalimaye, ein ummauerter Platz mit sieben Steinen in der Mitte, die Gottheiten repräsentierten, in der Vingt Pieds Road. Später kam eine zweite Kalimaye und eine Baitka (eine hinduistische Abendschule) mit Namen Surija Mukhi neben der Gouvernement School hinzu. Um 1953 kam eine zweite Baitka mit Namen Arya Mandir hinzu.
Im Ortszentrum befindet sich ein kleiner Hindutempel, Shiv Kalyannath Mandir, der Shiva geweiht ist. Größer und prachtvoller ist der Hindutempel Vadapazhanee Murugan Kovil, der sich auf der Küstenstraße etwa einen Kilometer außerhalb des Stadtzentrums befindet. Der Tempel, der dem Gott Murugan geweiht ist, wurde 1967 erbaut.
1930 wurde das Krematorium für die Hindis erbaut.

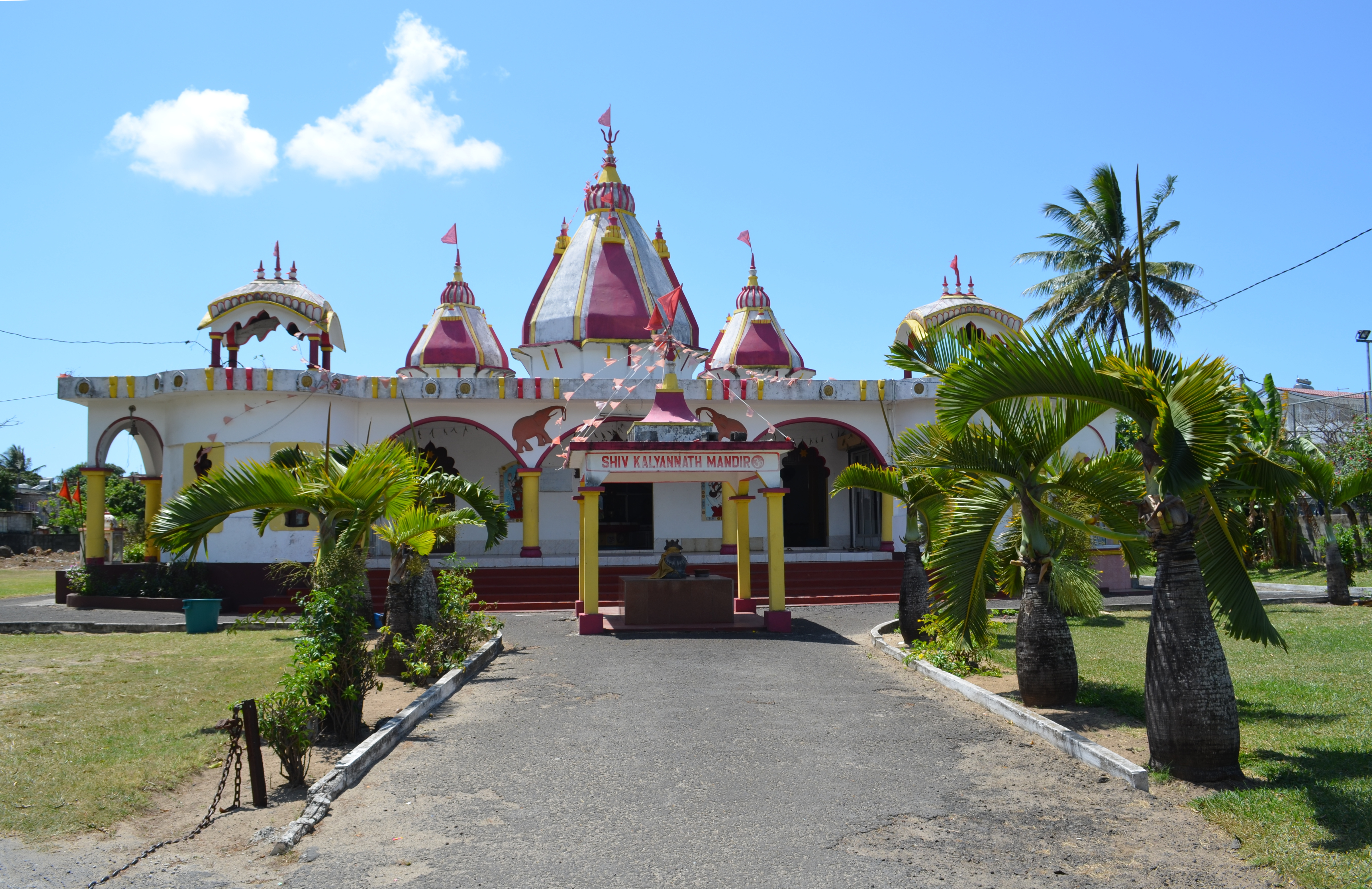
Shiv Kalyannath Mandir
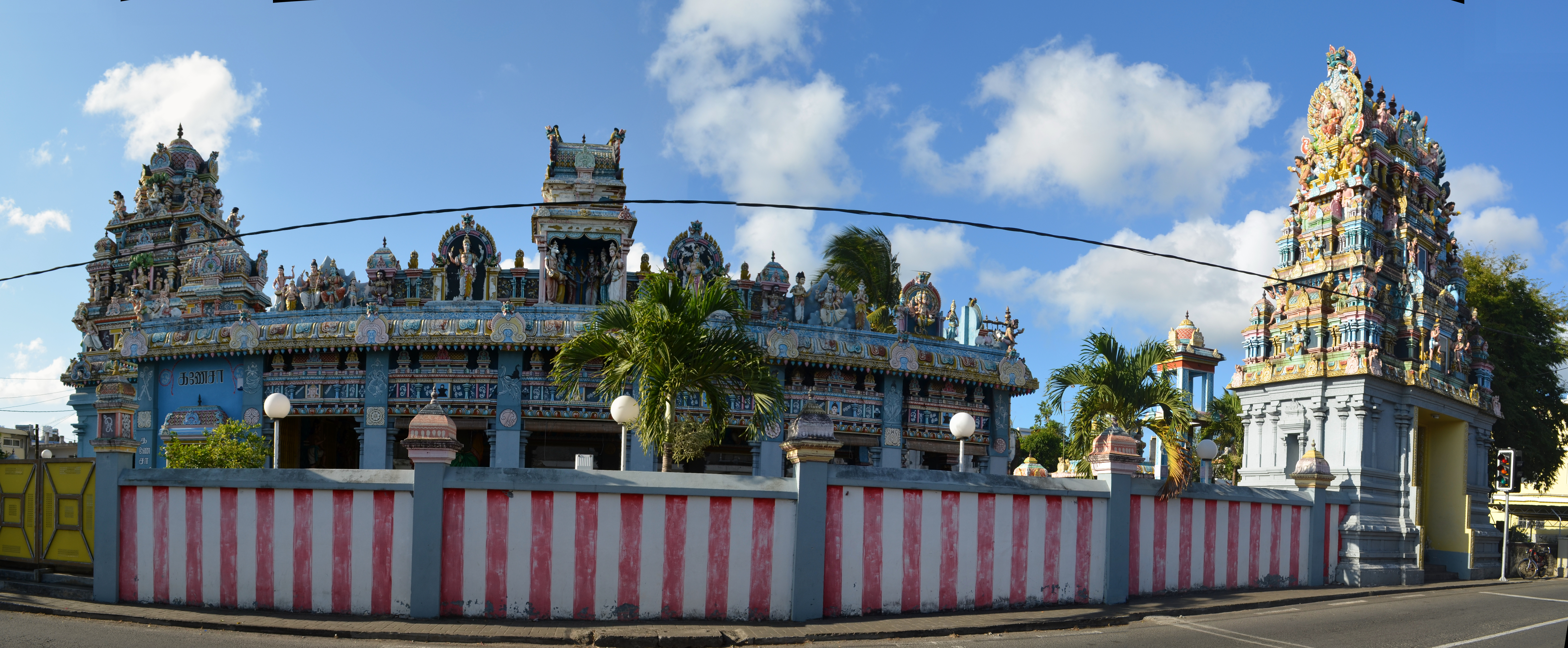
Vadapazhanee Murugan Kovil
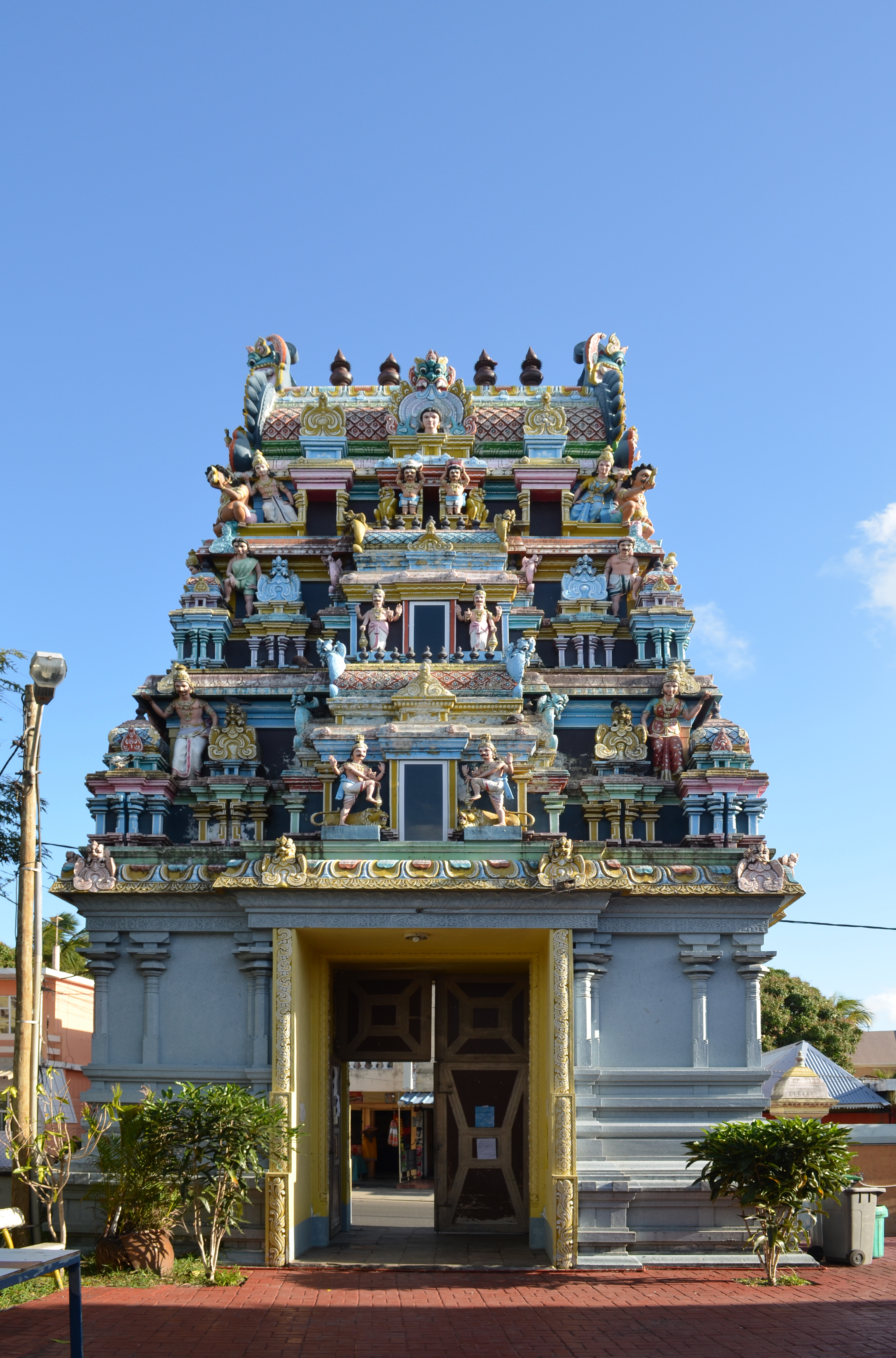
Gopuram des Vadapazhanee Murugan Kovil

### Islam
Seit 1860 lebten Muslime in Grand Baie. Um 1930 wurde auf dem Gelände der Familie Toofanee eine erste Madrasa erbaut. Nachdem die Familie Toofanee 1843 nach Rose Hill umzog, wurde 1844 eine neue Madrasa aus Holz auf von der Regierung zur Verfügung gestelltem Land erbaut. 1957 wurde die Moschee Ronaq-ul Islam Sunnee Mosjid erbaut. Diese liegt gegenüber der katholischen Kirche auf der Landseite der B13. Im Jahr 2000 lebten etwa 300 Muslime in Grand Baie.

## Schulen

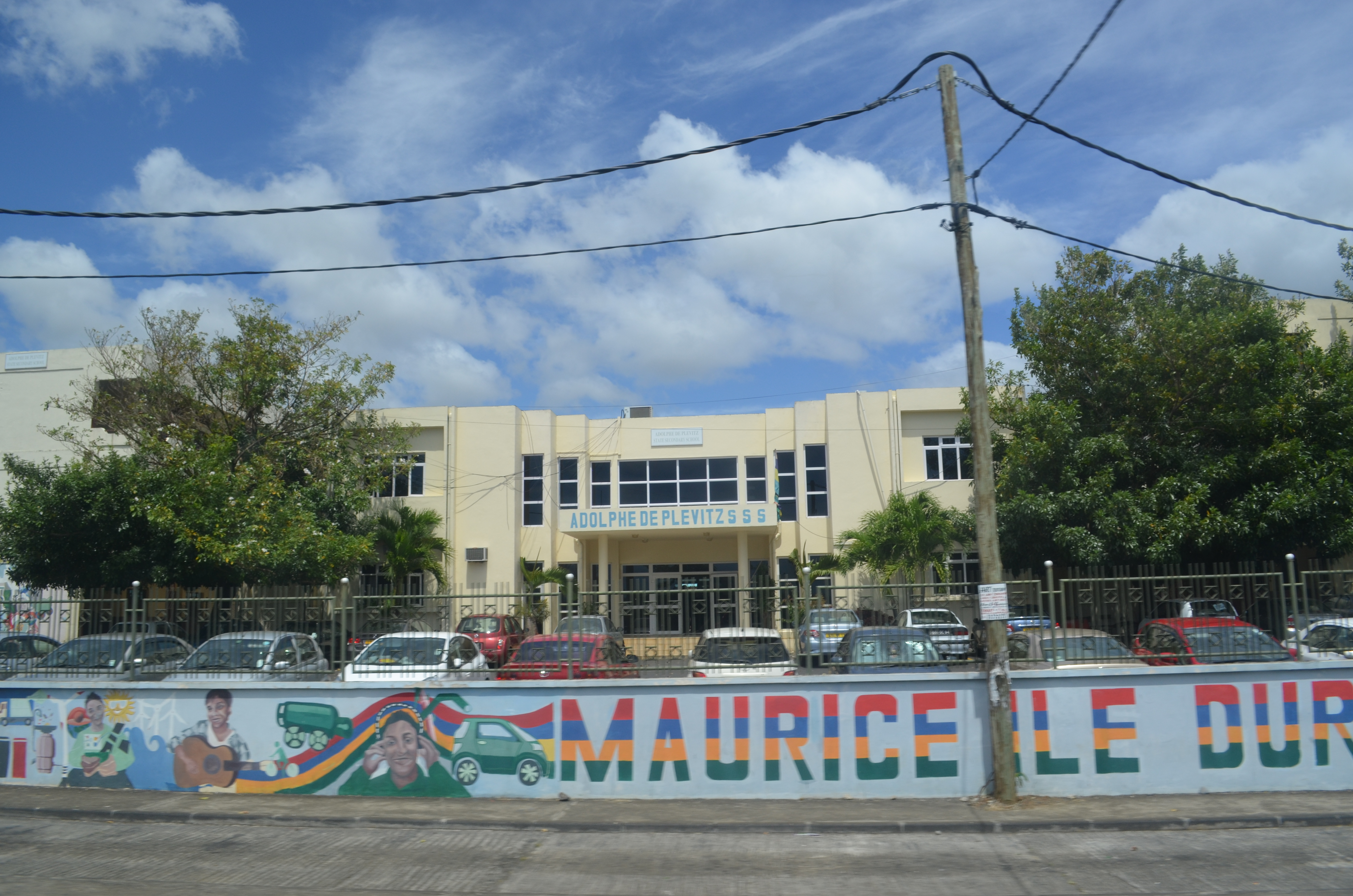
Adolphe de Plevitz State Secondary School

1839 wurde in Grand Baie die erste Schule eröffnet. Es handelte sich um eine kirchliche Schule der Society for the Propagation of Gospel (SFPG), in Grand Baie vertreten durch Kaplan Denny.
Wenig später wurde per Gesetz geregelt, dass die Schulen der Kontrolle durch das staatliche Education Committee unterstehen sollten. 1843 eröffnete daher die Regierung drei staatliche Schulen in Port Louis, Pamplemousses und Grand Baie. Als Lehrer bestellte die Regierung ein protestantisches Ehepaar. Dies führte zum erbitterten Widerstand der katholischen Bevölkerung, an der Spitze das Ehepaar Mazery. Sie konnten in der Schulfrage jedoch keine Änderung bewirken und konzentrierten sich daher auf den Kirchenbau.
1892 zählte die Schule drei Lehrer und 80 Schüler (49 Jungen und 31 Mädchen). In den 1950er Jahren stieg die Schülerzahl der Grand Baie Government School deutlich an, da nun auch die Kinder aus Cap Malheureux, The Vale und Fond du Sac die Schule besuchten. 1856 wurde die Schule erweitert und hatten nun sechs Klassenräume.
Grand Baie ist daneben Sitz der weiterführenden Adolphe de Plevitz State Secondary School, die nach dem deutschstämmigen Sozialreformer Adolphe de Plevitz (Alfred von Plevitz) benannt ist.

## Pointe aux Canonniers
Pointe aux Canonniers ist ein Ortsteil von Grand Baie (West).
Pointe aux Canonniers liegt zwischen Grand Baie im Nordosten und Trou aux Biches im Süden an der Nordwestküste von Mauritius auf einer kleinen Landzunge. Der Ort selbst besteht primär aus einem mit Geschäften, Restaurants und Wohnimmobilien bebauten Abschnitt der Küstenstraße B13 (der Royal Road), die hier die Landzunge abschneidet und einer engen Straße, die der Küstenlinie folgt (der Costal Road). An der Spitze der Landzunge befinden sich die Hotels Le Canonnier und Club Med und der öffentliche Strand Mont Choisy, die zum Gemeindegebiet gehören.

### Fort und Leuchtturm

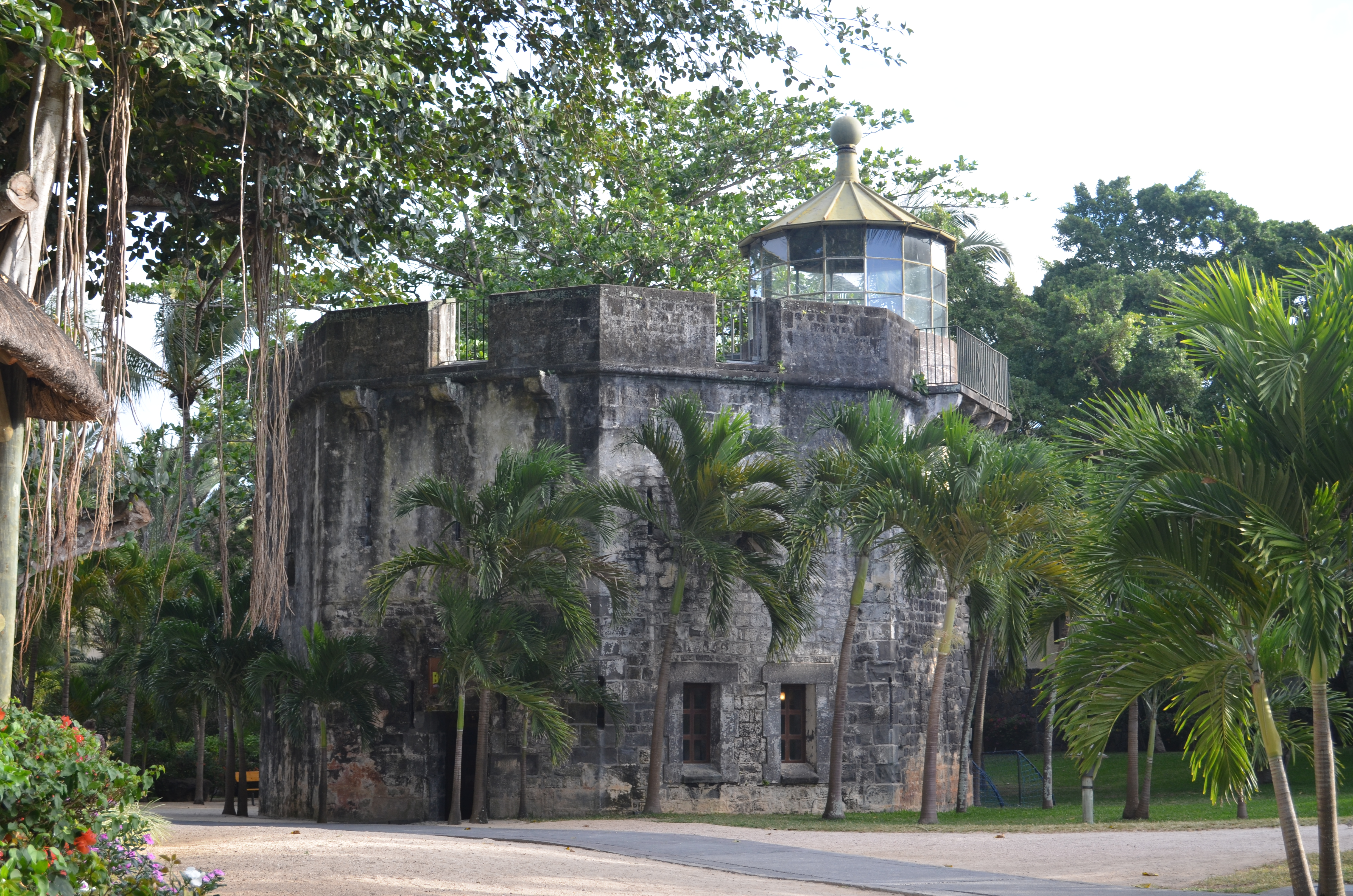
Leuchtturm

1750 errichtete die französische Kolonialmacht ein Fort an der Landspitze. Hier waren 50 französische Soldaten stationiert. Das eigentliche Fort wurde auf einem künstlichen Hügel von 80 mal 80 Metern und einer Höhe von 25 Metern angelegt. Vorgelagert war eine Bastion für die hier stationierte Artillerie. Von der Anlage sind noch Grundmauern der Bastion und der eigentliche Hügel (auf dem heute ein Restaurant steht) erhalten. Ebenfalls erhalten ist das 1764 angelegte Pulverlager außerhalb des Forts. Die dicken Basaltwände und die Bogendecke aus Backstein waren ausgelegt, die Folgen einer Pulverexplosion zu begrenzen und förderten die Erhaltung bis heute.
Das größte erhaltene Gebäude der Anlage ist ein Wachturm. Dieser ist aus Basaltsteinen erbaut. Als Verbindung wurde Kalkmörtel verwendet. Der benötigte Kalk wurde aus den Korallen des nahen Riffs gebrannt. 1846 wurde der Turm um eine Glaskuppel ergänzt und bis 1932 als Leuchtturm betrieben. Der Wachturm/Leuchtturm steht unter Denkmalschutz.
Das Gelände befand sich anschließend in Privatbesitz und war Brache. Mit der Entwicklung des Tourismus war auch eine touristische Nutzung dieses 7,5 Hektar großen Geländes sinnvoll. Am 22. Oktober 1990 wurde das Hotel Le Canonnier eröffnet. Das 4-Sterne-Hotel mit 278 Zimmern integrierte in seine Anlage das alte Fort, zu dem auch eine Reihe von 1732 gegossenen Kanonen gehört.

### Quarantänestation

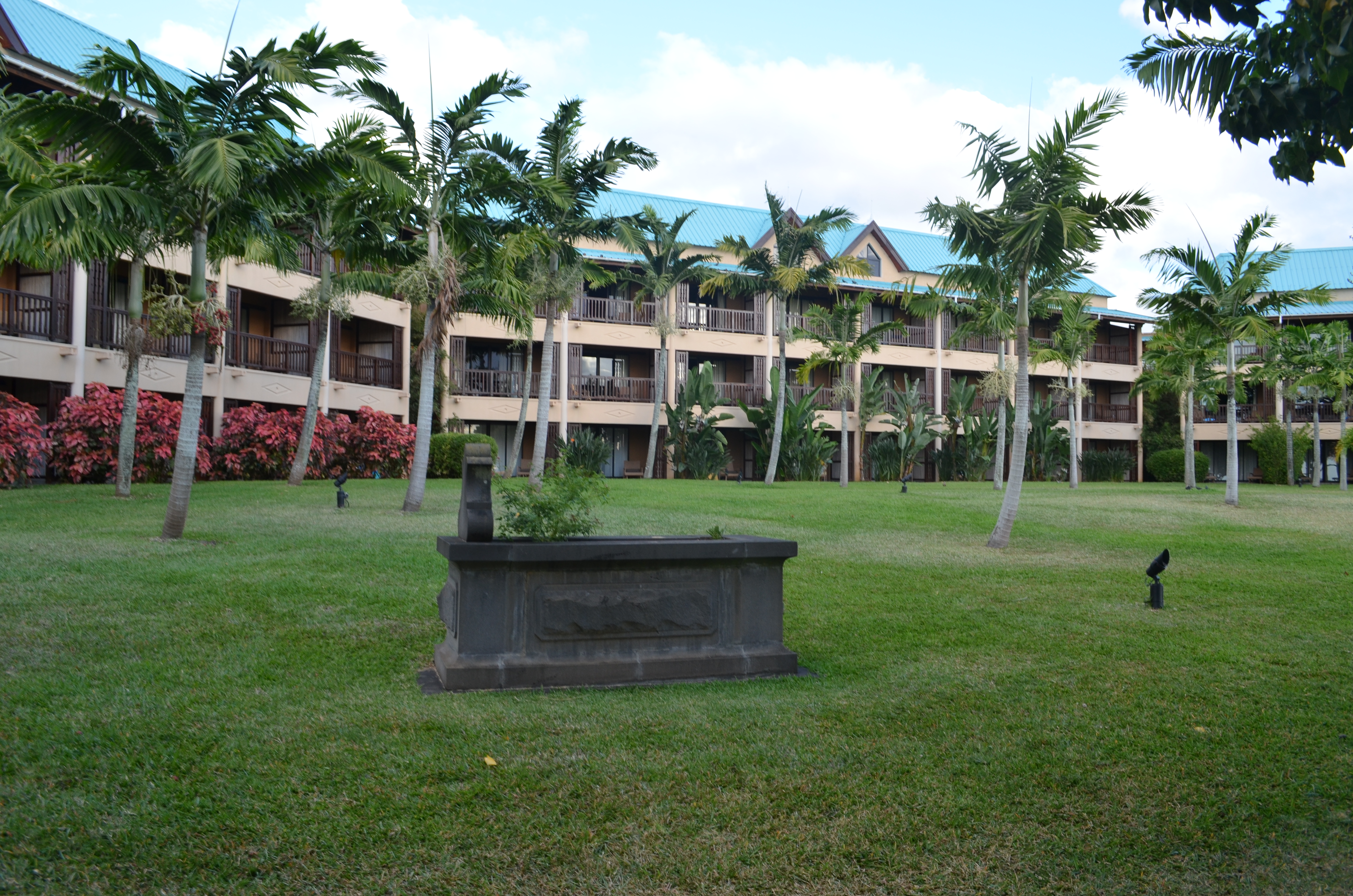
Grab Goumany

Mit der Aufhebung der Sklaverei 1835 begann die Anwerbung von Vertragsarbeitern aus Indien und andern asiatischen Ländern. Im Laufe der nächsten 80 Jahre wanderten so mehr als 400.000 Menschen ein. Das zentrale Erstaufnahmelager in Port Louis, Aapravasi Ghat steht heute als UNESCO-Weltkulturerbe unter Denkmalschutz. Ein wichtiger Teil der Aufnahmeprozedur war die Gesundheitskontrolle. Vertragsarbeiter, die möglicherweise mit Infektionskrankheiten behaftet waren, wurden nicht zu ihren künftigen Arbeitgebern, sondern zunächst in eine Quarantänestation gebracht. Diese befand sich in Pointe aux Canonniers auf dem Gelände des 1972 erbauten Club Med. Mit dem Ende des Vertragsarbeitersystems Anfang des 20sten Jahrhunderts endete auch die Bedeutung der Station.
Nur noch wenige Teile der Station sind erhalten. Hierzu zählt der ehemalige Kai, an dem die Kranken angelandet wurden. Auch wenn dieser durch die Zeit und die tropischen Stürme heute mehr das Aussehen eine Buhne als eines Kais hat, ist er dennoch noch zu erkennen. Im Garten des Club Med steht das Grabmal eines schottischen Quarantänearztes mit Namen Goumany, der hier im Jahr 1889 mit 30 Jahren verstarb. Auf dem Strandabschnitt des Le Canonnier ist eine Inschrift erhalten, in der ein Offizier der Quarantänestation sich verewigt hat.

### Mont Choisy

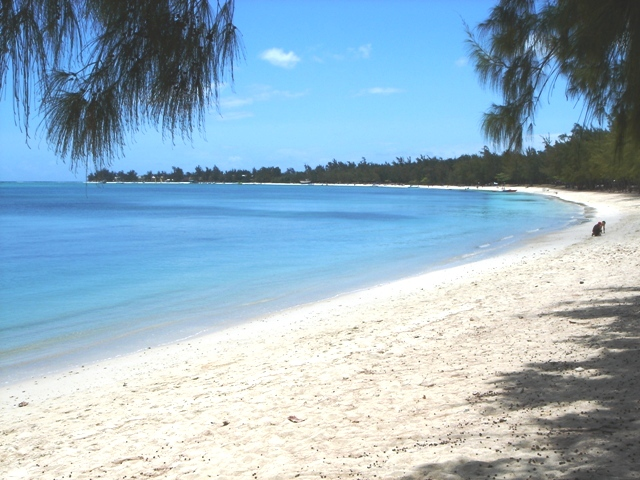
Mont Choisy

Mont Choisy ist ein vier Kilometer langer öffentlicher Strand. Er liegt südlich des Club Med und nördlich von Trou aux Biches. Der Sandstrand ist von einem Hain von Kasuarinen-Bäumen (Eisenholz) gesäumt. Er ist ein beliebtes Naherholungsgebiet für die Bevölkerung und insbesondere an hinduistischen Feiertagen Ziel Tausender Einheimischer.
Der Name leitet sich von einem General der französischen Ostindienkompanie namens Mont Choisy ab. Das Gelände gehörte zu einer Plantage, die 1795 entstand, als Pierre Maillard 5506 Arpents der Plantage Triolet erwarb. Nach dessen Tod wurde diese Plantage erneut geteilt. So entstand die Sottise und die Mont Choisy Estate. Seit 1813 firmierte sie als Société de Mont Choisy. Zunächst waren nur kleine Teile bewirtschaftet. Für die Inselgeschichte bedeutsam ist die Beschwerde gegen den Plantagenbesitzer Henry Felix Poulin 1871. Poulin galt als grausamer und inhumaner Mensch. Am 23. November 1864 wurde er wegen eines Angriffs auf eine Inderin zu drei Monaten Gefängnis verurteilt (jedoch nach drei Wochen wieder freigelassen). 1871 richteten 67 Arbeiter eine Beschwerde gegen Poulin, da dieser die vereinbarten Löhne nicht gezahlt habe. Das Gericht verfolgte diese Beschwerde nicht; stattdessen wurden die Arbeiter verhaftet. In der Folge kam es landesweit zu Protesten. Adolphe de Plevitz, nach dem die weiterführende Schule in Grand Baie benannt ist, sammelte 9400 Unterschriften für eine Petition und bewirkte die Einsetzung einer königlichen Untersuchungskommission.
Am 10. September 1933 landete das erste Flugzeug auf Mauritius auf den Äckern von Mont Choisy. Zum Gedenken an diesen Flug von Réunion nach Mauritius wurde ein Denkmal neben dem Fußballplatz errichtet. 1950 entschied sich die britische Regierung, in Mont Choisy einen Flughafen zu bauen. Nach dem Beginn der Arbeiten wurde das Projekt aber schnell aufgegeben, da der Untergrund zu weich war.

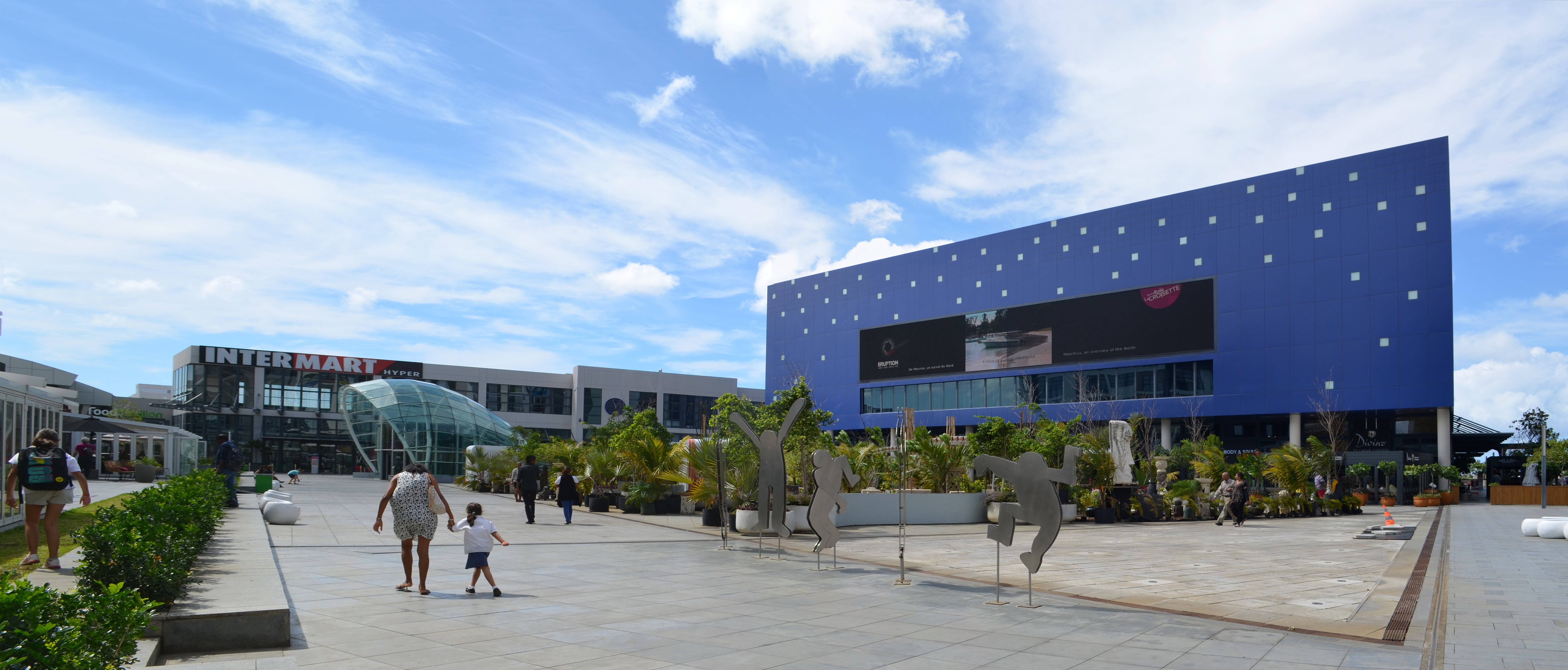
Einkaufszentrum „La Croisette“
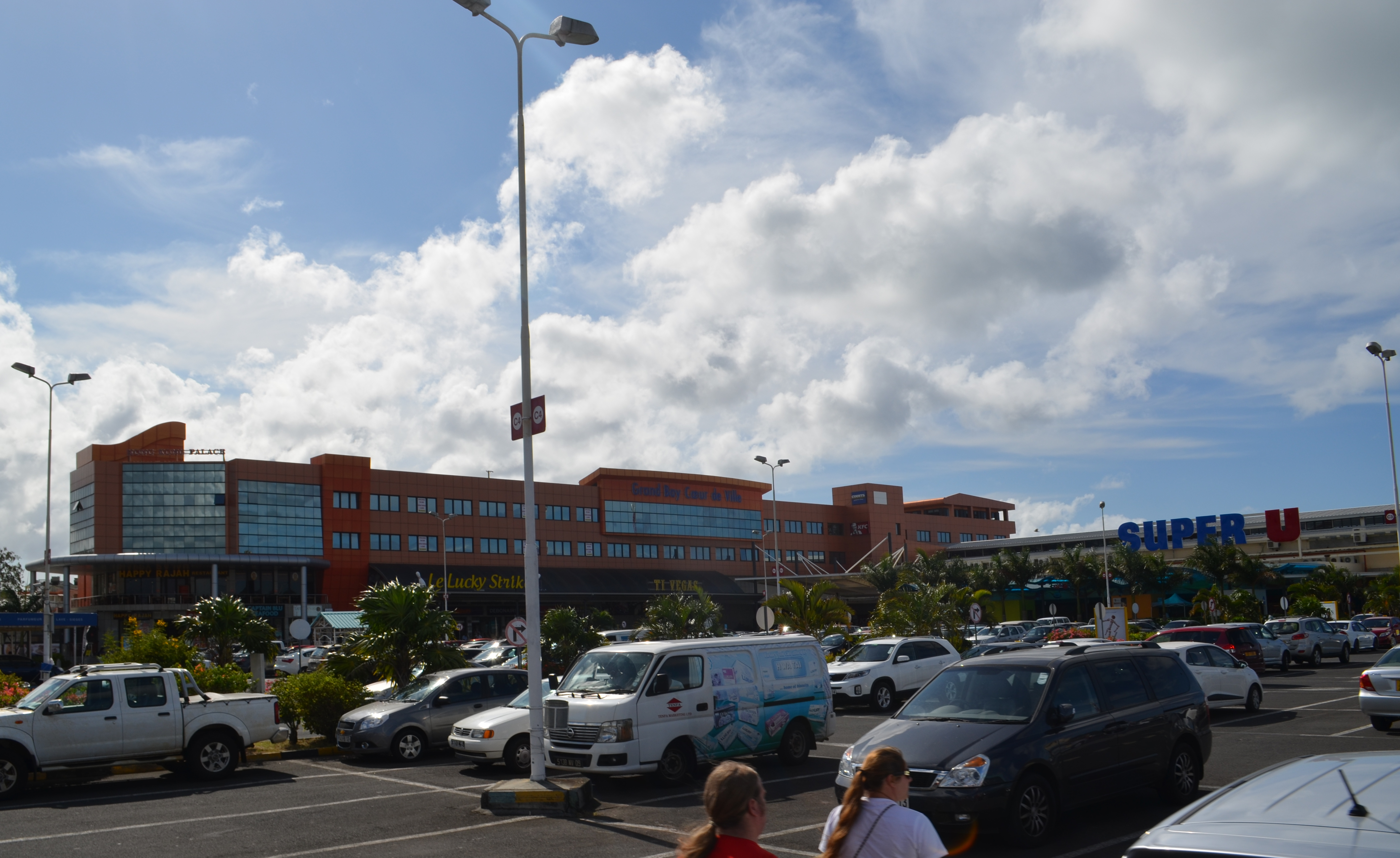
Einkaufszentrum „Super U“

## Pereybère
Pereybère ist der Ortsteil an der östlichen Seite der Bucht. Im Jahr 1845 erwarb Charles Peyrebère (1816–1883) ein Drittel des Grand Baie Anwesens. 1915 wurde das Grand Baie Anwesen konkret geteilt. Die La Salette S.E. (sugar estate) hatte eine Fläche von 629 Arpents und die Pereybère S.E. eine Fläche von 703 Arpents. 1929 erwarb Georges Castel die die Pereybère S.E. Spätestens in dieser Zeit war der Name des Gebiets, der durch Lautverschiebung von Peyrebère auf Pereybère gewandelt wurde, auch offiziell.
Der Strand von Pereybère war bis Anfang der 1940er Jahre verwildert und ungenutzt. Dann wurde er gerodet und für die Öffentlichkeit freigegeben. 1946 verkaufte Georges Castel das Anwesen, das nun parzelliert wurde und dessen nicht landwirtschaftlich genutzter Teil sich zu dem heutigen Wohngebiet entwickelte. Mit dem Aufkommen des Tourismus wurde der Küstenstreifen zum Standort großer Hotels wie dem „La Mauricia“.